# 눈그늘도마뱀붙이과
눈그늘도마뱀붙이과(Carphodactylidae)는 뱀목 도마뱀붙이하목에 속하는 파충류 과이다. 오스트레일리아에서 발견되는 28종의 도마뱀붙이류로 이루어져 있다.

## 하위 분류
눈그늘도마뱀붙이과에 속하는 하위 속은 아래와 같다.
- 눈그늘도마뱀붙이속 Carphodactylus
- 혹꼬리도마뱀붙이속 Nephrurus
- 긴목잎꼬리도마뱀붙이속 Orraya
- 넓적꼬리도마뱀붙이속 Phyllurus
- 잎꼬리도마뱀붙이속 Saltuarius
- 도톰꼬리도마뱀붙이속 Underwoodisaurus
- 가생도톰꼬리도마뱀붙이속 Uvidicolus